# Sycophila biguttata
Sycophila biguttata är en stekelart som först beskrevs av Nils Samuel Swederus 1795.  Sycophila biguttata ingår i släktet Sycophila och familjen kragglanssteklar. Enligt den finländska rödlistan är arten nära hotad i Finland. Arten är reproducerande i Sverige. Artens livsmiljö är lundskogar. Inga underarter finns listade i Catalogue of Life.

## Bildgalleri

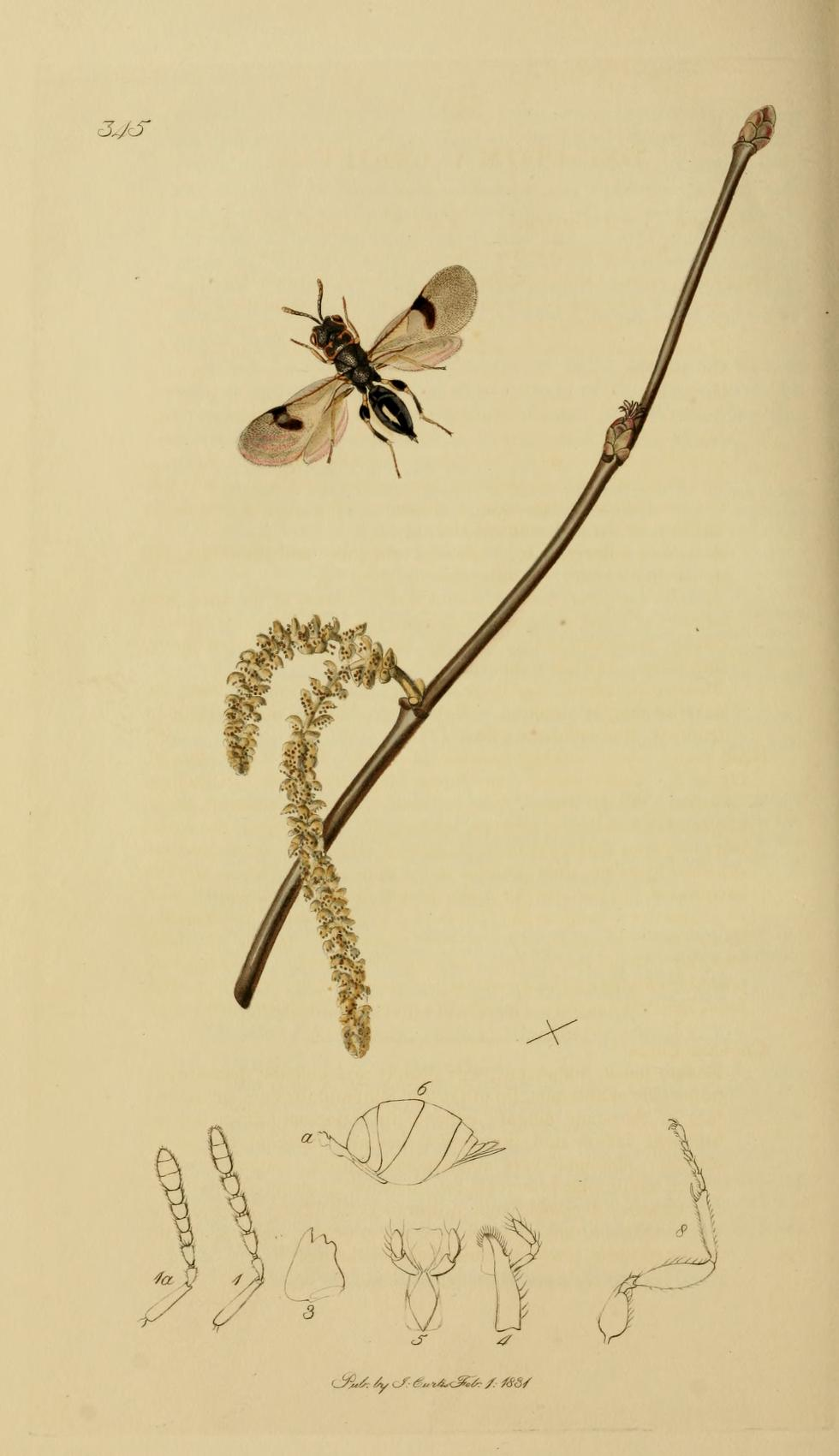